# VfB Waltrop
Der VfB Waltrop (offiziell: VfB Waltrop 1912 e. V.) ist ein Fußballverein aus Waltrop im Kreis Recklinghausen. Die Heimspielstätte des im Jahre 1912 gegründeten Vereins ist das Hirschkampstadion.

## Vereinsgeschichte
Der VfB Waltrop stieg im Jahre 1947 in die Bezirksklasse auf und wurde dort zwei Jahre später Vizemeister hinter dem TSV Hüls. Im Jahre 1958 stiegen die Waltroper wieder ab. Der Wiederaufstieg gelang drei Jahre später, jedoch ging es im Jahre 1963 wieder runter in die 1. Kreisklasse. Bereits in der folgenden Spielzeit gelang der Wiederaufstieg. Zwar verlor die Mannschaft das Entscheidungsspiel um die Meisterschaft gegen die zweite Mannschaft der SpVgg Erkenschwick mit 2:3 nach Verlängerung, jedoch setzten die Erkenschwicker nicht spielberechtigte Akteure aus der ersten Mannschaft ein. Anschließend konnten sich die Waltroper in der Bezirksklasse etablieren und stiegen 1974 in die Landesliga Westfalen auf.
Vier Jahre später folgte der Aufstieg in die Verbandsliga Westfalen. Dort wurde die Mannschaft in der folgenden Saison 1978/79 Meister und stiegen in die damalige dritthöchste Spielklasse Oberliga Westfalen auf. Größter Erfolg war der vierte Platz in der Saison 1983/84. Doch bereits in der folgenden Saison 1984/85 stiegen die Waltroper wieder ab. In der folgenden Saison 1985/86 folgte ein weiterer Abstieg, nachdem die Mannschaft das Entscheidungsspiel gegen den punktgleichen Ligarivalen Teutonia Lippstadt mit 1:2 verlor. Der Verein konnte sich in der Landesliga stabilisieren und schaffte im Jahre 1995 den Wiederaufstieg in die Verbandsliga. In der Saison 1997/98 erreichten die Waltroper nochmal den vierten Platz.
Finanzielle Schwierigkeiten führten dazu, dass der Verein bis 2001 dreimal hintereinander abstieg und in der Kreisliga A ankam. In der Saison 2010/11 feierte der VfB Waltrop die Meisterschaft der Bezirksliga. Am 22. Mai 2011 wurde durch einen 3:0-Heimsieg gegen den TuS Rahm der Aufstieg in die Landesliga Westfalen erreicht. Ein Jahr später folgte der direkte Wiederabstieg, dem im Jahre 2016 der Abstieg in die Kreisliga A folgte. Zwei Jahre später stieg der VfB in die Kreisliga B ab und schaffte erst 2020 den Wiederaufstieg. Vier Jahre später stiegen die Waltroper in die Bezirksliga auf.

## Frauen und Jugend
Die Frauenmannschaft des VfB Waltrop war die Mannschaft, die am 2. April 1974 das erste Spiel im damals neu eröffneten Westfalenstadion in Dortmund austrug. Die Waltroperinnen trat als Gastmannschaft gegen den TBV Mengede an und gewann das Spiel mit 2:1. Elisabeth Podschwadtke erzielte das erste Tor in der Heimspielstätte von Borussia Dortmund. Über weitere Erfolge der Frauenmannschaft ist nichts bekannt. In der Saison 2023/24 stellte der VfB Waltrop keine Frauenmannschaft.
Die B-Junioren des VfB Waltrop stiegen im Jahre 2023 in die B-Junioren-Bundesliga auf. Dort wurde die Mannschaft allerdings abgeschlagener Tabellenletzter. Einziger Saisonsieg war ein 3:1 gegen Rot-Weiß Oberhausen. Die A-Junioren des VfB Waltrop wurden 2024 im Futsal deutscher Vizemeister, nach einer 2:3-Finalniederlage gegen den Berliner SC.

## Persönlichkeiten
- Cyrill Akono
- Joel Grodowski
- Andreas Köhler
- Baran Moğultay
- Dietmar Otto
- Mario Plechaty
- Toni Schreier
- Dustin Willms